# Mohammed-Karikaturen
Als Mohammed-Karikaturen wurde eine am 30. September 2005 in der dänischen Tageszeitung Jyllands-Posten unter dem Namen Das Gesicht Mohammeds (dänisch: Muhammeds ansigt) erschienene Serie von zwölf Karikaturen bekannt, die den islamischen Propheten und Religionsstifter Mohammed zum Thema haben. Am 17. Oktober wurden sie in der ägyptischen Zeitung Al Fager nachgedruckt. In der Folge kam es in vielen Ländern der Welt – vor allem in islamisch geprägten – zu Demonstrationen und gewalttätigen Ausschreitungen, zu diplomatischen Konflikten zwischen der dänischen Regierung und Regierungen islamischer Staaten sowie weltweit zu einer Diskussion über die Religions-, Presse-, Kunst- und Meinungsfreiheit. Hintergrund ist das – in der Praxis allerdings umstrittene – „Bilderverbot im Islam“.
Einige Monate später – Anfang 2006 – erstellten die dänischen Imame Ahmad Abu Laban und Ahmed Akkari ein Dossier, in dem neben den originalen zwölf Karikaturen auch solche abgebildet waren, die nicht aus der Jyllands-Posten stammten, die beleidigend-obszönen Inhalts waren und die angeblich Abu Laban zugeschickt worden waren. Daraufhin kam es weltweit zu weiteren Protesten muslimischer Organisationen, vom Boykott dänischer Produkte bis hin zu gewalttätigen Auseinandersetzungen, bei denen mehr als hundert Menschen starben. Die Demonstranten auf den Straßen wurden teilweise gezielt desinformiert. Es wurden dänische und norwegische Botschaften angegriffen und teilweise zerstört.
Der Begriff „Karikaturenstreit“ erreichte bei der Wahl zum Wort des Jahres 2006 den dritten Platz. In Dänemark ist der Begriff Muhammedkrisen (dt. ‚die Mohammedkrise‘) geläufig.

## Vorgeschichte
Die Karikaturen wurden von Flemming Rose, dem Kulturchef der Zeitung, bei den Zeichnern in Auftrag gegeben. Nach Angaben der Redaktion wollte man prüfen, wie viel Selbstzensur sich dänische Künstler mit Blick auf den Islam auferlegen würden. Zuvor hatte der dänische Kinderbuchautor Kåre Bluitgen keinen Zeichner für sein Buch Der Koran und das Leben des Propheten Mohammed (Koranen og profeten Muhammeds liv, Januar 2006) gefunden, der mit seinem Namen dafür stehen wollte. Das Buch verzeichnet neben dem Autor einen anonymen Illustrator. 40 dänische Karikaturisten wurden angesprochen, wovon sich zwölf bereit erklärten, etwas beizutragen; drei davon waren Zeichner der Jyllands-Posten. Zwei der Karikaturen spielen direkt auf Bluitgen an, indem sie ihn mit Turban abbilden.

## Die zwölf Karikaturen
Auf einer der zwölf Karikaturen wurde Mohammed mit Turban in Form einer Bombe mit brennender Lunte dargestellt, auf welcher sich das islamische Glaubensbekenntnis (Schahāda) befindet. Eine andere Karikatur zeigt versengt aussehende Gestalten, die in den Himmel hochsteigen, von wo Mohammed entgegenruft: „Hört auf, uns ist der Vorrat an Jungfrauen ausgegangen,“ womit auf eine Motivation für Selbstmordattentäter angespielt wurde. Rose bemerkte dazu später: „Es ist Fakt, dass manche Leute im Namen des Propheten Terroranschläge begehen. Sollte es uns in Europa nicht erlaubt sein, diese Leute lächerlich zu machen?“
Unter den zwölf Karikaturen gibt es auch einige, die den Propheten nicht explizit bildlich darstellen. Ein Karikaturist zeichnete einen Schüler namens Mohammed vor einer Tafel, auf der auf Persisch geschrieben steht: „Die Redaktion von Jyllands-Posten ist eine Bande reaktionärer Provokateure.“

## Die Nichtabbildung von Allah und Mohammed im Islam

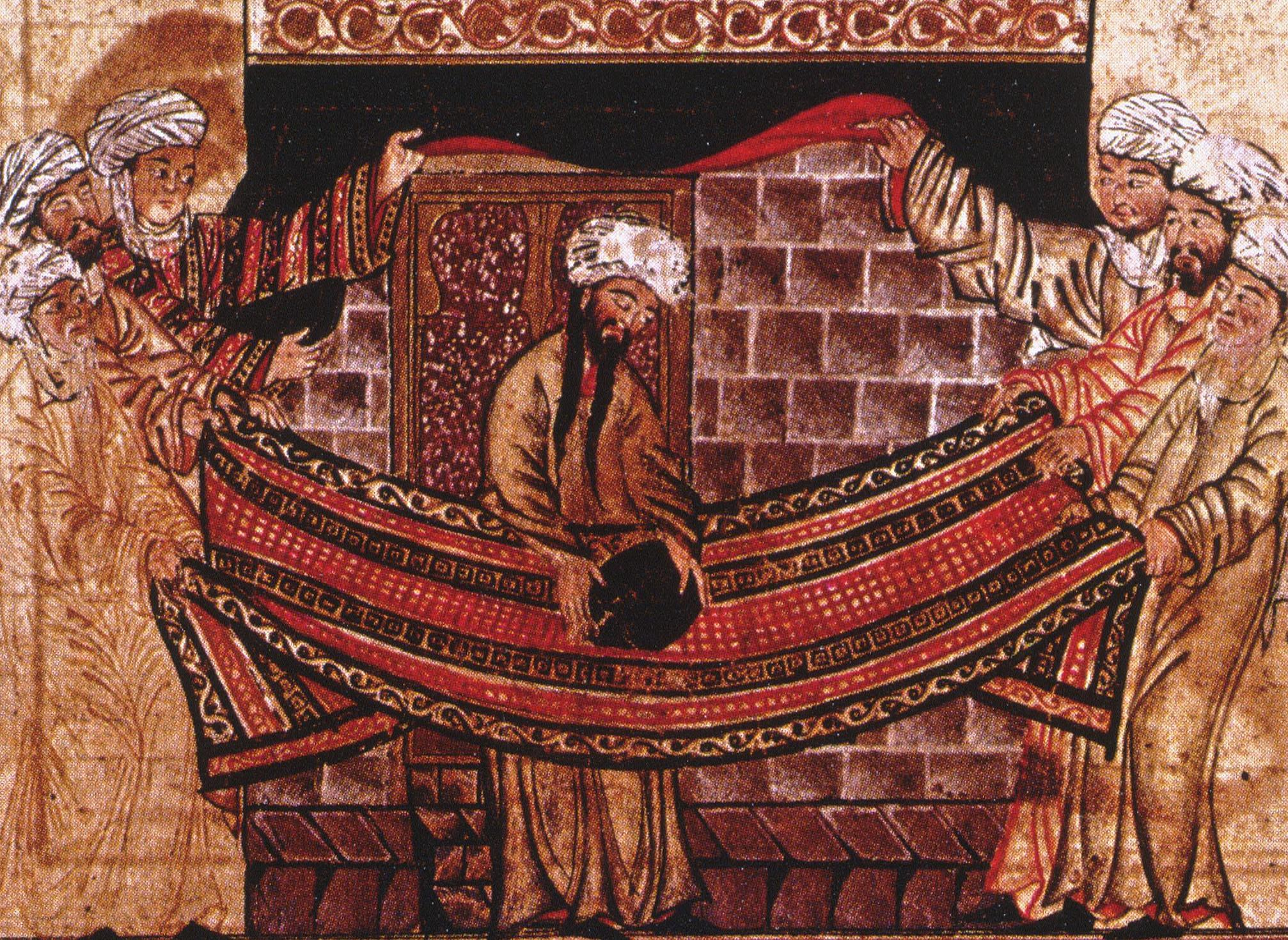
Mohammed positioniert den Schwarzen Stein an der Kaaba; Illustration zur Universalgeschichte des Raschid Al-Din, Täbris ca. 1315, zur Zeit der sunnitischen Muzaffariden-Dynastie

In weiten Teilen der islamischen Welt sind derzeit Abbildungen von Allah, Mohammed und anderen islamischen Propheten in menschlicher Gestalt verboten. Der Koran verbietet jedoch strenggenommen, wie Tanach und Bibel, nicht die Abbildung an sich, sondern nur deren Anbetung im Sinne eines Götzendienstes. So wurde auch ein Bilderverbot des Islams nicht immer strikt angewandt, wie es zahlreiche bildliche Darstellungen des Propheten Mohammed in der islamischen Kunst belegen. Allah selbst wird im Islam niemals in menschlicher Gestalt abgebildet.

## Kritik an den Karikaturen
Die Kritik auf muslimischer Seite richtete sich vor allem gegen eine – nach Meinung dänischer Imame wachsende – islamfeindliche Haltung im Westen mit der Bedienung von Vorurteilen, etwa der Gleichsetzung des Islams mit dem Terrorismus, siehe auch Islamistischer Terrorismus. 
Liberale Kritiker wiesen darauf hin, dass die Mohammed-Karikaturen im Vergleich zu den in arabischen Medien regelmäßig erscheinenden antisemitischen Witzen und Papstkarikaturen harmlos gewesen seien. Die Aufregung sei daher nicht nur künstlich entfacht und tendenziell reaktionär, sondern unverhältnismäßig. Zudem wurde eine spezifische "Opferhaltung" beispielsweise islamischer Verbände in Europa bemängelt.
In Dänemark haben sich zudem die Beziehungen zwischen der muslimischen Minderheit und der Mehrheitsbevölkerung in den letzten Jahren aufgrund einer scharf geführten Ausländerdebatte und einer restriktiven Einwanderungspolitik zunehmend verschlechtert. Dies gilt insbesondere unter der damaligen Minderheitsregierung Anders Fogh Rasmussens (Kabinett Rasmussen II), die aus der rechtsliberalen Partei Venstre und der Konservativen Volkspartei bestand und die mit Tolerierung durch die nationalkonservative Dänische Volkspartei regierte. So bezeichneten beispielsweise Abgeordnete der Dänischen Volkspartei den Islam als „Krebsgeschwür“ und „Terrorbewegung“.

## Juristische Auseinandersetzung
Am 27. Oktober 2005 erstatteten elf Vertreter dänischer islamischer Organisationen aufgrund des Blasphemie-Paragraphen § 140 im dänischen Strafgesetzbuch Strafanzeige gegen Jyllands-Posten. Die Sprecherin der Anzeigeerstatter Asmaa Abdol-Hamid erklärte: „Wir meinen, dass es die Absicht der Zeitung war, zu verhöhnen und zu spotten.“
Es ging demnach weniger um die Zeichnungen selbst, sondern um den redaktionellen Zusammenhang. Zusätzlich zu den Karikaturen wurde ein Text Flemming Roses abgedruckt, in dem dieser die Hintergründe für den Abdruck erläuterte. Er nannte mehrere Beispiele für eine vermeintliche Selbstzensur von Künstlern in Bezug auf den Islam – neben der Tatsache, dass ein Illustrator ein Kinderbuch über den Propheten nur anonym habe illustrieren wollen, beispielsweise die Entscheidung der Londoner Tate Gallery, nach den Anschlägen auf die Londoner U-Bahn 2005 ein Kunstwerk aus ihren Räumen zu entfernen, das Bibel, Talmud und Koran unter einer Glasplatte zeigte.
Hier die Übersetzung der fraglichen Passage mit der Zwischenüberschrift „Latterliggørelsen“ („Die Lächerlichmachung“):

„Lächerlichmachung
 Die moderne säkulare Gesellschaft wird von einigen Muslimen abgelehnt. Sie fordern eine Sonderstellung, wenn sie auf besonderer Rücksichtnahme auf ihre eigenen religiösen Gefühle beharren. Das ist unvereinbar mit der weltlichen Demokratie und Redefreiheit, in der man bereit sein muss, Hohn, Spott und Lächerlichmachung ausgesetzt zu sein. Das ist bestimmt nicht immer sympathisch und schön anzusehen, und es bedeutet nicht, religiöse Gefühle sollten immer und in jedem Fall verspottet werden, aber das ist in diesem Zusammenhang nachrangig.“

Als problematisch wahrgenommen wurde auch ein Leitartikel des damaligen Chefredakteurs Carsten Juste mit der Überschrift „Gefahr aus der Dunkelheit“ am selben Tag. Darin hieß es:

„Die Muslime, die den Islam in der Öffentlichkeit repräsentieren – es gibt hoffentlich eine große, stille und vernünftigere Mehrzahl – haben alle etwas gemeinsam: eine monumentale Selbstherrlichkeit. Zu dieser Selbstherrlichkeit gehört auch eine fast Übelkeit erregende Überempfindlichkeit gegen jeden Widerspruch, der sofort als Provokation aufgefasst wird. Eine Provokation gegen einen dieser selbstherrlichen Imame oder verrückten Mullahs wird sofort als Provokation gegen den Propheten oder das heilige Buch, den Koran, ausgelegt, und dann haben wir ein Problem.“

Der dänische Blasphemie-Paragraph lautet:

„§ 140. Derjenige, der öffentlich die Glaubenslehre oder Gottesverehrung irgendeiner legal in diesem Land bestehenden Religionsgemeinschaft verspottet oder verhöhnt, wird zu einer Geldstrafe oder Haftstrafe bis zu vier Monaten verurteilt.“

Am 6. Januar 2006 stellte die Staatsanwaltschaft in Viborg das Verfahren ein mit der Begründung, dass keine Hinweise auf eine Straftat nach dänischem Recht vorlägen.
Diese Entscheidung bestätigte am 15. März 2006 der Direktor der dänischen Staatsanwaltschaft und begründete sie detailliert mit Bezug auf die Karikaturen.
Die letzte Verurteilung aufgrund des § 140 wurde in Dänemark 1938 gegen eine Gruppe dänischer Nationalsozialisten wegen Antisemitismus ausgesprochen.
Das dänische Parlament schaffte den seit 1866 bestehenden Paragraphen 140 des Strafgesetzbuchs und damit die Strafverfolgung wegen Blasphemie am 2. Juni 2017 ab.

## Dossier der dänischen Imame und nachfolgende Eskalation
In einem von den dänischen Imamen Ahmad Abu Laban und Ahmed Akkari im November und Dezember 2005 für eine Reise nach Ägypten und dem Libanon angefertigten 42-seitigen Dossier, welches Vertretern der Arabischen Liga sowie muslimischen Klerikern und Akademikern überreicht wurde, wurden neben den Zeitungsartikeln auch drei zusätzliche Abbildungen aufgeführt. Unter anderem wurde im Dossier ein verfremdetes Agenturfoto eines Komikers, der ein Schwein imitiert, als angebliche Mohammed-Karikatur ausgegeben. Die zusätzlichen Abbildungen wurden als besonders beleidigend empfunden, waren von der Zeitung aber weder in Auftrag gegeben noch veröffentlicht worden. Bei der Berichterstattung in der arabischen Presse wurde teilweise auf diese neuen Zeichnungen Bezug genommen.
Nach Angaben der Imame seien diese Abbildungen anonyme Zuschriften an empörte muslimische Leserbriefschreiber der Jyllands-Posten. Das gefälschte Agenturfoto soll den dänischen Muslimen in höhnischer Absicht anonym als Mohammed-Darstellung zugeschickt worden sein, sagte Ahmed Akkari. Sieben Jahre später räumte Akkari ein, sein damaliges Verhalten sei eine „Manipulation“ gewesen: „Niemand hat den Unterschied zu den Karikaturen erklärt oder auf die Herkunft der drei anderen Bilder hingewiesen.“
Erst nach dieser Reise und auf Anfragen von Journalisten und nachdem die christliche norwegische Zeitung Magazinet die Karikaturen am 10. Januar 2006 nachdruckte, kam es zu weltweiten Protesten empörter Muslime, die diese Karikaturen als Blasphemie empfanden. Nachdem die ägyptische Tageszeitung Al Fager bereits am 17. Oktober 2005 einige der Karikaturen, darunter die des Propheten mit der Bombe im Turban, abgedruckt hatte, war es noch zu keinen besonderen Reaktionen gekommen.

## Internationale Proteste mit Toten
Am 19. Oktober 2005, drei Wochen nach der Veröffentlichung am 30. September 2005, baten elf Botschafter islamischer Staaten den dänischen Premier Anders Fogh Rasmussen um ein Treffen, welches dieser mit der Begründung ablehnte, er könne über die Forderungen der Botschafter nicht diskutieren. Die Botschafter hatten zuvor gefordert, im Rahmen der Gesetze des Landes alle möglichen Schritte zu ergreifen („take all responsible to task under law of the land“) und wollten neben dem Artikel auch die islamfeindliche Stimmung im Allgemeinen erörtern.
Die Veröffentlichungen führten seit dem 26. Januar 2006 zum Boykott dänischer und norwegischer Waren in einigen arabischen Staaten. Libyen schloss am 29. Januar 2006 seine Botschaft in Kopenhagen, Saudi-Arabien zog seinen Botschafter ab. Die EU ihrerseits drohte mit der Anrufung der WTO, sollten arabische Regierungen den Boykott unterstützen. In Tunis verabschiedeten die Innenminister von 17 arabischen Staaten am 31. Januar 2006 eine Resolution, der zufolge die dänische Regierung die Urheber der Karikaturen „streng bestrafen“ müsse.
Am 31. Januar entschuldigte sich der Chefredakteur dafür, dass die Zeitung die Gefühle vieler Muslime verletzt habe. Er wollte sich aber nicht für die Veröffentlichung der Bilder entschuldigen. Diese Entschuldigung des Chefredakteurs wurde von verschiedenen islamischen Vereinigungen Dänemarks als nicht weitgehend genug zurückgewiesen.
Ebenfalls am 31. Januar 2006 übertrug der arabische Fernsehsender al-Dschasira eine Rede des in der muslimischen Welt bekannten und in Dänemark lebenden Führers der Muslim-Bruderschaft, Mouhammed Fouad al-Barazi, der unter Tränen behauptete, in Dänemark würde per SMS dazu aufgerufen, den Koran zu verbrennen. Tatsächlich gab es eine entsprechende Ankündigung der Dänischen Front, die vorgab, auf einer ihrer Demonstrationen eine solche Koranverbrennung durchführen zu wollen. Die Sendung löste in der ganzen islamischen Welt Empörung aus.
Die Reaktionen der islamischen Geistlichkeit waren scharf. Die Karikaturen wurden in arabischen und anderen islamischen Ländern nicht gezeigt. Wohl aber nahmen verschiedene Gelehrte Stellung, indem sie zum Widerstand gegen die angeblich von Juden und Amerikanern gesteuerte Kampagne aufriefen. So verbreitete beispielsweise Ali Muhi Al-Din Al-Qardaghi, ein Dozent der Universität Kuaatar, im Sender Al-Dschasira, es handele sich um eine „kreuzzüglerische Zionistenkampagne“. Der Autor des Kinderbuches über Mohammed sei selbst Jude, in dem Buch heiße es, der Prophet Mohammed sei ein Nazi, der den ersten Holocaust durchgeführt habe.
Der Ajatollah Ali Chamene’i behauptete im iranischen Fernsehen, die Zeichner der Karikaturen seien von Juden bezahlt worden. Die ganze Kampagne sei gesteuert von „schmutzigen Zionisten“, die nicht nur die Zeitungen und Medien, sondern auch die US-Regierung „voll unter ihrer Kontrolle“ hätten.
Radikale Islamisten im Irak veröffentlichten einen Aufruf, dänische Soldaten anzugreifen.
Am 31. Januar 2006 kam es zu der Stürmung eines EU-Büros in Gaza sowie zu Bombendrohungen und der anschließenden Räumung von Redaktionsgebäuden in Aarhus und Kopenhagen.
Am 2. Februar 2006 schloss die EU ihr Büro in Gaza, nachdem dieses von palästinensischen Extremisten belagert worden war. Unterdessen drohten al-Aqsa-Brigaden und der Islamische Dschihad mit der Entführung von Staatsangehörigen von fünf europäischen Staaten (darunter Frankreich, Norwegen, Dänemark und Deutschland) im Westjordanland. Tatsächlich wurde ein Deutscher entführt, jedoch bald wieder freigelassen.
Am 3. Februar stürmten 150 Demonstranten das Gelände der dänischen Botschaft in Jakarta. Unter anderem riefen sie: „Wir sind keine Terroristen, wir sind keine Anarchisten, aber wir sind gegen Leute, die den Islam beleidigen“. Zugleich war auf den mitgeführten Plakaten zu lesen: „Wir sind bereit für den Dschihad“ und „Lasst uns den dänischen Botschafter abschlachten“. Der dänische Botschafter konnte die Demonstranten beruhigen, indem er ihnen die Entschuldigung der Zeitung und die Haltung der Regierung erklärte.
Am gleichen Tag strahlte al-Dschasira eine Predigt des Hamas-Führers Khaled Mash’al in der großen Moschee von Damaskus aus, in der er die Europäer zu einer Entschuldigung aufforderte. Es gebe kein Gesetz über dem Allahs. „Unsere Nation wird nicht vergeben … Morgen schon werden wir auf dem Weltenthron sitzen … entschuldigt Euch heute, bevor es zu spät ist … Bevor Israel stirbt, wird es erniedrigt werden …“ Die Besucher der Moschee antworteten: „Tod Israel, Tod Amerika“.
Am 4. Februar wurden die dänische und norwegische Botschaft in der syrischen Hauptstadt Damaskus von Demonstranten in Brand gesteckt. Dabei gingen auch die schwedische und chilenische Botschaft, die sich im selben Gebäude wie die dänische Botschaft befinden, in Flammen auf.
In Gaza wurde das deutsche Kulturzentrum angegriffen und die deutsche Nationalflagge verbrannt.

Dänische und norwegische Staatsbürger wurden von ihren Regierungen aufgefordert, Syrien zu verlassen. Die USA warfen Syrien vor, die Angriffe auf die dänische Botschaft geduldet zu haben.
Die Islamische Republik Iran kündigte Wirtschaftssanktionen gegen europäische Staaten an, in denen die Karikaturen erschienen sind.
Am 5. Februar wurde die dänische Botschaft in Beirut von Demonstranten in Brand gesetzt, nachdem es Sicherheitskräften nicht gelungen war, die demonstrierende Menge zu zerstreuen. Einige der Demonstranten waren mit der Brandstiftung jedoch nicht einverstanden und versuchten, friedlich zu demonstrieren. Der libanesische Innenminister Hassan Sabeh trat daraufhin zurück.
In Trabzon in der Türkei erschoss der 16-jährige Oğuzhan Akdin den katholischen Priester Andrea Santoro. Als Motiv nannte der Täter die Veröffentlichung der Mohammed-Karikaturen in verschiedenen europäischen Ländern. Am 10. Oktober 2006 wurde der Jugendliche Akdin von der Großen Strafkammer in Trabzon unter anderem wegen Mordes zu einer Freiheitsstrafe von 18 Jahren zehn Monaten und 20 Tagen sowie zu einer gerichtlichen Geldstrafe in Höhe von 250 YTL verurteilt. Der türkische Kassationshof bestätigte das Urteil.
Die iranische Regierung kündigte an, ihren Botschafter aus Dänemark abziehen zu wollen. 
Eine irakische Terrorgruppe mit Verbindungen zu Al-Qaida drohte, alle Dänen zu töten.
Am 6. Februar attackierten gewalttätige Demonstranten in Teheran die Botschaft Österreichs. Dabei wurden auch eine deutsche und eine österreichische Nationalflagge verbrannt. In Afghanistan kamen bei Auseinandersetzungen mit Sicherheitskräften zwei Menschen ums Leben. Im Irak forderten schiitische Demonstranten eine Fatwa gegen die dänischen Karikaturisten.
In Pakistan boykottierten muslimische Ärzte wegen der Mohammed-Karikaturen Medikamente aus europäischen Staaten. Der Boykott richtete sich gegen Dänemark, Norwegen, Frankreich, Deutschland und die Schweiz. Es wurden in vielen islamischen Ländern Flaggen europäischer Länder verbrannt, insbesondere die Flaggen Dänemarks, Norwegens und Deutschlands. In Österreich weigerten sich 30 muslimische Zeitungsboten, die Kleine Zeitung auszutragen, welche die Karikaturen abgedruckt hatte. In der Türkei traten Demonstranten die EU-Flagge mit Füßen.
Am 7. Februar kamen bei einem Angriff auf norwegische ISAF-Soldaten im afghanischen Maimana mindestens vier Muslime ums Leben. Die UNO kündigte den Abzug von Mitarbeitern an.
Am 8. Februar wurden vier Demonstranten in Afghanistan in der Nähe eines US-Stützpunktes von Sicherheitskräften erschossen. Die bis dahin größte Demonstration fand am 9. Februar im Libanon statt, wo bis zu 250.000 weitgehend friedlich demonstrierten.
Während einer Rede vor mehreren hunderttausend Schiiten in Beirut forderte Hassan Nasrallah, Führer der Hisbollah, am 9. Februar US-Präsident George W. Bush und US-Außenministerin Condoleezza Rice auf, sie sollten in diesem Konflikt „das Maul halten“, und verlangte von den europäischen Regierungen ein Verbot der Beleidigung des Propheten. Dabei drohte er: „Wir werden den Gesandten Gottes nicht nur mit unserer Stimme, sondern auch mit unserem Blut verteidigen“.
Am 10. Februar beschädigten Demonstranten die französische Botschaft in Teheran; der dänische Botschafter wurde aus Syrien abgezogen, weil der syrische Staat nicht ausreichend für seine Sicherheit sorge; in Nairobi wurde ein Korrespondent der ARD von Demonstranten angegriffen.
Am 11. Februar demonstrierten etwa 5000 Muslime in Deutschland friedlich gegen die Darstellung der Karikaturen; der türkische Ministerpräsident Recep Tayyip Erdoğan bot an, in dem Konflikt zu vermitteln.
Am 17. Februar kamen bei Protesten gegen die Karikaturen vor der italienischen Botschaft in Libyen 11 Menschen ums Leben. Davor hatte sich der italienische Reformminister Roberto Calderoli in einem T-Shirt mit Mohammed-Karikaturen gezeigt. Der damalige Ministerpräsident von Italien, Berlusconi, forderte den Minister zum Rücktritt auf, den er am Folgetag einreichte.
Bei gewalttätigen Übergriffen auf Kirchen und christliche Geschäfte im Norden Nigerias wurden am 18. Februar 16 Menschen getötet, die hauptsächlich der christlichen Minderheit angehörten, darunter auch drei Kinder und ein katholischer Priester. In Nigeria wurden insgesamt 18 Kirchen zerstört. Zudem wurde das Haus des katholischen Bischofs von Maiduguri niedergebrannt. Durch die Karikaturen ausgelöste Gewalttaten haben binnen vier Tagen mindestens 123 Menschen in Nigeria das Leben gekostet. Siehe auch Christenverfolgung.
Einer detaillierten Auflistung auf der Website „Cartoon Body Count: Death by Drawing“ zufolge wurden in Zusammenhang mit dem Karikaturenstreit bis zum 22. Februar 2006 139 Menschen getötet und 823 verletzt.
Am 14. April wurde in Alexandria (Ägypten) ein 67-jähriger koptischer Christ von einem 25-jährigen Muslim bei einem Angriff auf Gläubige in einer koptischen Kirche erstochen. Gleichzeitig wurden von anderen Fanatikern zwei weitere Kirchen angegriffen und insgesamt mehr als zehn Christen verletzt. Presseberichten zufolge, die sich auf Kreise des ägyptischen Innenministeriums berufen, wollte der Täter Rache für dänische Karikaturen des Propheten Mohammed nehmen.
Am 3. Mai hat sich der 28-jährige Pakistaner Aamir C., der mit einem Messer bewaffnet in das Verlagsgebäude der Zeitung Die Welt eindringen und den Chefredakteur Roger Köppel wegen der Veröffentlichung der Mohammed-Karikaturen angreifen wollte, in seiner Zelle im Untersuchungsgefängnis Berlin-Moabit selbst erhängt. Die Überführung seines Leichnams nach Pakistan führte dort zu Massenkundgebungen und zur Verbrennung deutscher Flaggen. Obwohl bei der ersten Obduktion auch zwei hochrangige pakistanische Polizeibeamte anwesend waren, wurden vom pakistanischen Parlament Zweifel am Suizid geäußert und eine erneute Autopsie verlangt.

## Reaktionen

### Reaktionen der Medien

#### Jyllands-Posten
Jyllands-Posten erwägt eine gemeinsame Erklärung mit den dänischen Imamen, der Chefredakteur der Zeitung Carsten Juste sagte im dänischen Rundfunk, ein entsprechender Vorschlag von muslimischer Seite sei „ganz bestimmt bedenkenswert“. Auch arabische Zeitungen versuchen zu deeskalieren, so kommentierte die überregionale Asharq al-Awsat, dass die anfangs noch spontane Kampagne gegen die Karikaturen inzwischen von Extremisten instrumentalisiert worden sei: „Drauflos schlagen ohne konkretes Ziel, das ergibt keinen Sinn“ und „Wir dürfen die westlichen Staaten nicht als Feindesland betrachten“.

#### Deutsche Medien
Die Januar-Ausgabe der kleinen rechtsextremen Zeitschrift Ketzerbriefe des Ahriman-Verlag von Fritz Erik Hoevels zeigte eine Karikatur („Mohammed mit Bombe“). Am 1. Februar 2006 druckten dann einige europäische Zeitungen eine oder mehrere der umstrittenen Karikaturen. In Österreich erschienen diese in der Kronen Zeitung, der Kleinen Zeitung und der Sonntags-Rundschau. In Deutschland veröffentlichte Die Welt alle zwölf Karikaturen, Die Zeit, FAZ, Tagesspiegel, Berliner Zeitung und die taz einige der Karikaturen, während Bild und Spiegel Online einen Abdruck ablehnten. Der Nachrichtensender n-tv zitierte einen Redakteur der Welt mit den Worten „Das ist ein politischer Vorgang“. 
Bei der Tageszeitung Die Welt waren sechs der Karikaturen im Online-Angebot abrufbar. Auch das Online-Magazin Perlentaucher veröffentlichte die Karikaturen.
Später veröffentlichten die beiden Magazine Der Spiegel und Focus im Zuge der Berichterstattung einige Karikaturen, woraufhin Ägypten den Verkauf der aktuellen Ausgaben verbot.
Im Juli 2005 hatte ein 60-jähriger Frührentner in Nordrhein-Westfalen per Post Toilettenpapierrollen mit der Beschriftung „Koran, der heilige Qur'an“ an muslimische Gemeinden und diverse Medien verschickt und erklärte in einem beigefügten Schreiben, der Koran sei ein „Kochbuch für Terroristen“. Während der Karikaturen-Diskussion im Februar 2006 fand der Prozess gegen den Mann vor dem Amtsgericht Lüdinghausen statt und erhielt deshalb enorme deutschlandweite Aufmerksamkeit. Die Anklage lautete unter anderem auf Beschimpfung religiöser Bekenntnisse. Das Schöffengericht folgte dem Antrag der Staatsanwaltschaft und verhängte ein Jahr Freiheitsstrafe auf Bewährung. Der Prozess wurde unter strengsten Sicherheitsvorkehrungen abgehalten. Der Mann hatte im Vorfeld zahlreiche Morddrohungen erhalten.
Die März-2006-Ausgabe des Satiremagazins Titanic thematisierte den Karikaturenstreit. Dabei wurden auch zwei der Karikaturen in der Rubrik „Humorkritik“ abgedruckt und kommentiert.
Der Schriftsteller und Träger des Literatur-Nobelpreises Günter Grass verurteilte die Aktion der dänischen Zeitung: „Es war eine bewusste und geplante Provokation eines rechten dänischen Blattes“, und „Sie haben aber weitergemacht, weil sie rechtsradikal und fremdenfeindlich sind“. Zudem kritisierte er den Hinweis westlicher Medien auf die Meinungsfreiheit als Heuchelei.
Dagegen verteidigte Ulrich Wickert Jyllands-Posten in der Sendung Menschen bei Maischberger am 7. Februar 2006 damit, dass die Karikaturen in einer dänischen Tageszeitung auch in erster Linie für dänische und nicht für muslimische Leser gedacht gewesen seien, da der Anteil der muslimischen Bevölkerung in Dänemark sehr klein sei. Daher seien sie auch nicht mit der bösen Absicht veröffentlicht worden, die muslimischen Menschen in Dänemark anzugreifen, sondern in der westlichen Tradition satirischer Karikaturen anzusiedeln. Das Vorzeigen der Karikaturen bei dänischen Imamen sei außerdem von anderen Zeitungen ausgegangen und nicht von Jyllands-Posten.
Hendrik Zörner, Sprecher des Deutschen Journalisten-Verbandes (DJV), kritisierte den Nachdruck der Karikaturen in einigen deutschen Zeitungen; nach Ziffer 10 des Pressekodex des Deutschen Presserats seien „Veröffentlichungen in Wort und Bild, die das sittliche oder religiöse Empfinden einer Personengruppe nach Form und Inhalt wesentlich verletzen können, mit der Verantwortung der Presse nicht zu vereinbaren“. Der DJV-Vorsitzende Michael Konken widersprach dem und verteidigte den Nachdruck: „Der Nachdruck der Karikaturen in deutschen Zeitungen ist ein notwendiger Beitrag zur Meinungsbildung, dessen Ziel nicht die Verletzung religiöser Gefühle gewesen ist.“ Zugleich verurteilte der DJV-Vorsitzende die Entlassung des Chefredakteurs von France Soir scharf und forderte dessen Wiedereinstellung. – Um die Entscheidung zu vermeiden, ob eine Verletzung von religiösem Empfinden vorliegt, änderte der Deutsche Presserat Ende 2006 Ziffer 10 seines Pressekodex um in: „Die Presse verzichtet darauf, religiöse, weltanschauliche oder sittliche Überzeugungen zu schmähen.“ Damit wurde das Kriterium von den Lesern und ihren religiösen Empfindungen zu den subjektiven Absichten der Journalisten verlagert.
Der Publizist und Kolumnist des Wochenmagazins Der Spiegel, Henryk M. Broder, machte den Karikaturenstreit zu einem der Themen seines kontrovers diskutierten Buches Hurra, wir kapitulieren!, in dem er die gewalttätigen Reaktionen aus Teilen der muslimischen Welt und das daraufhin betriebene Appeasement zahlreicher westlicher Medien und Politiker scharf kritisierte. Die Karikaturen selbst seien von einer „erschütternden Harmlosigkeit“.

#### Französische Medien
Der französische France Soir titelte „Ja, wir haben das Recht, Gott zu karikieren!“ Ein Vertreter französischer Muslime sprach daraufhin von einem „abscheulichen Vorgang“. Am folgenden Tag wurde der France-Soir-Chefredakteur Jacques Lefranc vom Besitzer der Zeitung, Raymond Lakah, entlassen, der jedoch nicht verhindern konnte, dass die Zeitung mit der Schlagzeile „Voltaire hilf, sie sind verrückt geworden!“ erschien. Bemerkenswert ist in diesem Zusammenhang, dass der Entlassene laut Focus einer der wenigen innerhalb der Redaktion war, der sich gegen den Abdruck der Karikaturen ausgesprochen hatte. Sein Nachfolger im Amt des Chefredakteurs kündigte nach Protesten der Redaktion kurz darauf. Weiterhin ist bemerkenswert, dass Lakah in der deutschsprachigen Presse meist als Ägypter bezeichnet wird – neben der ägyptischen besitzt er allerdings auch die französische Staatsbürgerschaft und ist römisch-katholisch. Seit dem 3. Februar 2006 war die Website der Zeitung France Soir für einige Zeit nicht mehr erreichbar. Ebenso wurde die jüdische Webseite Hagalil von Katar aus gehackt und ihr Inhalt sowie der von über 62 weiteren Domains vollständig gelöscht.

##### Charlie Hebdo 2006
Am 8. Februar 2006 erschien eine Sonderausgabe des französischen Satireblatts Charlie Hebdo, die auch einige andere Karikaturen zeigte. Auf dem Titelblatt befand sich ein Abbild Mohammeds, der die Hände vor das Gesicht schlägt und sagt: „C’est dur d'être aimé par des cons.“ – „Es ist hart, von Idioten geliebt zu werden.“
Am 1. März 2006 veröffentlichte Charlie Hebdo das Manifest der 12, in dem sich zwölf überwiegend aus dem islamischen Kulturkreis stammende Intellektuelle (unter ihnen auch Ayaan Hirsi Ali und Salman Rushdie) gegen den Islamismus als „neue weltweite totalitäre Bedrohung“ richten. Dieses Manifest nimmt unter anderem ausdrücklich Bezug auf „die jüngsten Ereignisse nach der Veröffentlichung der Mohammed-Karikaturen in europäischen Zeitungen“.
Inzwischen hat der französische muslimische Dachverband (Conseil français du culte musulman, CFCM), dessen Präsident der als liberal bekannte Rektor der Pariser Moschee Dalil Boubakeur ist, den Chefredakteur des Blattes Philippe Val wegen der Karikaturen des Religionsstifters verklagt. Das Magazin wies die Vorwürfe zurück und sprach vor der Presse von einem „mittelalterlichen Prozess“. Philippe Val sagte, dass mit den Karikaturen keinesfalls ein Angriff auf die Muslime beabsichtigt gewesen sei, sondern auf Terroristen. „Keine Provokation, Satire war das. Damit die Meinungsfreiheit ganz klar umrissen wird vom Gesetzgeber und nicht von religiösen Fanatikern bestimmt wird, haben wir das gedruckt!“ Es kam wegen dreier Karikaturen zu einem Prozess vor der 17. Pariser Strafkammer. Die linksliberale Libération druckte aus Solidarität mit Charlie Hebdo die umstrittenen Karikaturen am ersten Tag des Prozesses erneut ab. Vor Gericht wurde Charlie Hebdo von prominenten Zeugen gestützt, etwa vom Parteivorsitzenden der Sozialdemokraten François Hollande, Lebensgefährte von Ségolène Royal und dem liberalen Präsidentschaftskandidaten François Bayrou. Am 3. März 2007 wurde Val freigesprochen. Das Gericht erkannte an, dass die Karikaturen überwiegend dazu dienten, den terroristischen Islamismus zu bekämpfen.

##### Charlie Hebdo 2011 und nachfolgender Brandanschlag

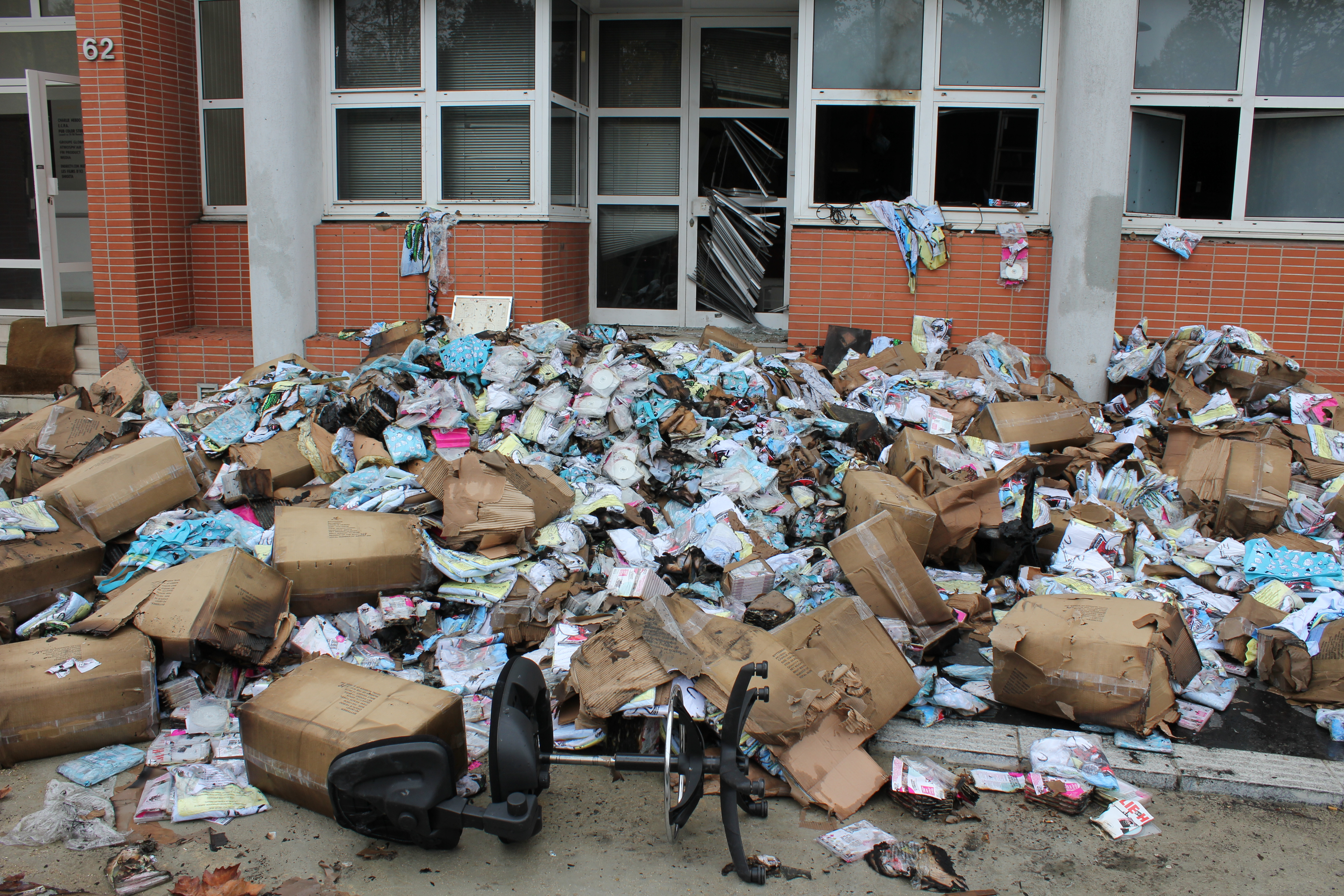
Auf die Straße geräumter Müll nach dem Brandanschlag auf das Redaktionsgebäude der Zeitschrift Charlie Hebdo

Am 3. November 2011 erschien eine Ausgabe der Zeitschrift „Charlie Hebdo“ unter dem Titel „Charia Hebdo“ (eine Anspielung auf die Scharia-Gesetze des Islams), die von einem „Gast-Editor Mohammed“ „herausgegeben“ wurde, der dabei „sagte“: „100 coups de fouet, si vous n’êtes pas morts de rire!“ (Deutsche Übersetzung: „100 Hiebe mit der Peitsche, wenn Du nicht vor Lachen stirbst!“). Die Titelseite der Ausgabe wurde vom Cartoonisten Luz gezeichnet.
In den frühen Morgenstunden des 2. Novembers 2011 erfolgte als Folge der angekündigten Ausgabe ein Brandanschlag auf das Redaktionsbüro der Zeitschrift „Charlie Hebdo“ im 20. Arrondissement von Paris mittels eines Molotow-Cocktails. Das Cover der Ausgabe war in den sozialen Medien des Internets schon Tage zuvor zu sehen gewesen.

##### Charlie Hebdo 2012
Am 19. September 2012 veröffentlichte Charlie Hebdo neue Mohammed-Karikaturen. Einzelheiten siehe: Charlie Hebdo

#### Islamische Medien
Schon im Oktober druckte eine Kairoer Zeitung die Mohammed-Karikaturen – ohne Reaktion. Hierzu schrieb FAZ.NET: „Nicht jede Veröffentlichung der Karikaturen in der islamischen Welt hatte jedoch solche Folgen. Keine Reaktion hatte es gegeben, als das enfant terrible der ägyptischen Presse, Adel Hammouda, in seiner Wochenzeitschrift Al Fagr (Die Morgendämmerung) am 17. Oktober die Karikaturen nachgedruckt hatte, also im Fastenmonat Ramadan.“ In der islamischen Welt kam es zu Veröffentlichungen in zwei jordanischen Zeitungen, darunter Shihan. In dem Artikel Eine islamische Intifada – Gegen die dänische Beleidigung des Islam wurden drei Karikaturen gezeigt und kommentiert: „Was ist schlimmer? Solche Bilder oder Selbstmordanschläge?“ Der Chefredakteur von Shihan wurde daraufhin von seinem Verleger entlassen, die gesamte Auflage zurückgezogen.
Die größte iranische Zeitung Hamshahri kündigte später an, in einem Holocaust-Karikaturen-Wettbewerb die besten zwölf Holocaust-Karikaturen zu prämieren. Damit soll nach Angaben von Farid Mortazavi, Chef der Graphikabteilung, das westliche Verständnis von Pressefreiheit auf die Probe gestellt werden. Auch die Website der Arab-European League hat eine sogenannte „Kampagne zur Meinungsfreiheit“ gestartet, um „Tabus in Europa zu brechen“.
Nachdem bereits Behörden gegen Zeitungen in Ägypten und Jordanien eingeschritten waren, wurde in Jemen die Schließung der Wochenzeitung Al-Hurya („Freiheit“) angeordnet, nachdem sie die Karikaturen nachgedruckt hatte. Gegen den Verleger wurde Haftbefehl erlassen.
In einem CNN-Interview am 8. Februar kündigte Kulturredakteur Flemming Rose an, dass Jyllands-Posten eine Zusammenarbeit mit der iranischen Zeitung Hamshahri suchen werde, um die Holocaust-Karikaturen abzubilden. Später dementierte Chefredakteur Carsten Juste dies jedoch, dieses sei „ein Missverständnis und eine Übertreibung“. Flemming Rose wurde danach zunächst einmal in den Urlaub geschickt, da man seinen Vorschlag als Zeichen seiner Überforderung mit der Situation sah.

### Reaktionen der Politik

#### Dänische Regierung
Die dänische Regierung ist der Auffassung, dass sie sich nicht für Veröffentlichungen der Presse entschuldigen müsse. Das ist auch die Meinung der Mehrheit der dänischen Bevölkerung. In einer am 2. Februar 2006 von Danmarks Radio veröffentlichten Umfrage äußerten 79 % der Befragten die Meinung, dass sich Dänemark nicht entschuldigen solle. Zugleich halten mehr als zwei Drittel der Dänen die Reaktion der arabischen Länder für inakzeptabel.

#### Deutsche Regierung
Deutsche Politiker betonten sowohl Meinungs- und Pressefreiheit als auch Dialogbereitschaft. Eine Entschuldigung durch staatliche Stellen wird wie in Dänemark abgelehnt. Der deutsche Innenminister Wolfgang Schäuble sagte am 2. Februar in der Welt: „Warum sollte sich die Regierung für etwas entschuldigen, was in Ausübung der Pressefreiheit passiert ist? Wenn sich da der Staat einmischt, dann ist das der erste Schritt zur Einschränkung der Pressefreiheit.“ Der Geschäftsführer der Grünen im Bundestag, Volker Beck, sagte: „Muslime müssen genau so wie die christlichen Kirchen und Juden Kritik und Satire ertragen.“ Paul Spiegel (1937–2006), damaliger Vorsitzender des Zentralrats der Juden in Deutschland, sagte, der Streit um die Karikaturen sei ein schrecklicher Beweis für das Scheitern des politischen und interreligiösen Dialogs zwischen den verschiedenen Kulturen in den vergangenen Jahren.
Anlässlich des Angriffs radikaler Palästinenser auf ein deutsches Kulturzentrum in Gaza äußerte auch die deutsche Kanzlerin Angela Merkel ihr Unverständnis: Der Umstand, dass man sich in seinen religiösen Gefühlen verletzt fühle, legitimiere keine Gewalt. Zugleich betonte sie, dass die Pressefreiheit ein unerlässlicher Bestandteil der Demokratie sei.
Frank-Walter Steinmeier, Außenminister von 2005 bis 2009, zeigte sich besorgt, dass die Bemühungen um die Freilassung der deutschen Geiseln im Irak durch die Karikaturen belastet seien. Weiter sagte er bei der Münchner Konferenz für Sicherheitspolitik: „Noch haben wir keinen Kampf der Kulturen, aber wir sind vom angestrebten Dialog weiter entfernt als gewünscht“.

#### Vatikanstaat
Ein Sprecher des Vatikans bezeichnete die Veröffentlichung als „inakzeptable Provokation“ und verurteilte zugleich alle Gewaltaktionen. Der italienische Kardinal Achille Silvestrini sagte, man könne über christliche Priester und die Bräuche der Moslems Satire betreiben, nicht aber über Gott, den Koran oder Mohammed.
2008 wurde bei einem zweitägigen Treffen zwischen dem Vatikan, vertreten durch den Päpstlichen Rat für den interreligiösen Dialog unter Kardinal Jean-Louis Tauran und obersten Autoritäten des sunnitischen Islams an der al-Azhar-Universität in Kairo, die erneute Veröffentlichung der Mohammed-Karikaturen verurteilt. Vertreter der islamischen Universität beklagten eine wachsende Zahl von Angriffen auf den Islam und seinen Propheten sowie andere Attacken gegen Religionen. In einer gemeinsamen Erklärung forderten beide Seiten mehr Respekt vor religiösen Symbolen.

#### Vereinte Nationen
Der damalige UNO-Generalsekretär Kofi Annan äußerte sich besorgt. Er sagte unter anderem, die Pressefreiheit sollte kein Vorwand sein, um Religionsgemeinschaften zu beleidigen: „Die Pressefreiheit sollte immer in einer Weise angewendet werden, die den Glauben und die Lehren aller Religionen vollständig respektiert“.

#### US-Regierung
Der Sprecher des US-Außenministeriums Sean McCormack sowie der britische Außenminister Jack Straw bezeichneten die Karikaturen als „beleidigend“, zu jeder Demokratie gehören „neben der Meinungsfreiheit auch Aspekte wie die Förderung von Verständnis und der Respekt von Minderheitenrechten“.
US-Außenministerin Condoleezza Rice äußerte später, radikale Islamisten benutzten die Karikaturen als Anlass, um den Konflikt mit den westlichen Ländern anzuheizen. Vor allem in Syrien versuchten radikale Islamisten demnach, den Konflikt für ihre eigene Sache zu nutzen. Hier wie auch in den palästinensischen Autonomiegebieten werde der Konflikt instrumentalisiert, um den jeweiligen Staat zu destabilisieren. Diese Aussagen werden unter anderem vom iranischen Vizepräsidenten Maschai bestritten und zurückgewiesen.

#### Weitere internationale Reaktionen
Der norwegische Ministerpräsident Jens Stoltenberg verurteilte die Veröffentlichung. Es sei paradox, dass mit „Magazinet“ eine christliche Zeitschrift die Karikaturen nachgedruckt habe.
Der türkische Ministerpräsident Recep Tayyip Erdoğan bezeichnete das Verhalten der Karikaturisten als einen Fehler und nicht tolerierbar; Gewalt als Antwort darauf sei ebenfalls ein Fehler. Das Problem könne nicht auf der Straße mit Gewalt, sondern nur politisch gelöst werden.
Der indische Politiker und Minister für die muslimische Minderheit in Uttar Pradesh, Haji Yakub Qureshi, setzte 2006 im Anschluss an das islamische Freitagsgebet in Meerut ein Kopfgeld von knapp 10 Millionen Euro für die Ermordung eines der dänischen Zeichner der Mohammed-Karikaturen aus.
Dänemark versuchte, zu beschwichtigen und die Krise zu deeskalieren. So wendete sich die dänische Regierung auf der Homepage des Außenministeriums nun in Englisch und Arabisch an die Besucher. Auch ist Premierminister Anders Fogh Rasmussens Interview mit dem arabischen Sender Al Jazeera dort als Transkript zu finden. Ebenso hat Dänemark Hilfe für das Fährunglück im Roten Meer angeboten.
Am 6. Februar rief auch das Generalsekretariat der Arabischen Liga in einer Erklärung zum Dialog und zur Mäßigung auf. Die Grünen beantragten eine Aktuelle Stunde im Bundestag.
Am 7. Februar forderte der ehemalige dänische Außenminister Uffe Ellemann-Jensen den Rücktritt von Carsten Juste, Chefredakteur der Jyllands-Posten. Dieser wies die Forderung als „absonderlich“ zurück.
Nach einem Bericht von tagesschau.de kündigte Pakistans Gesundheitsminister Nasir Khan an, die Einfuhr von Medikamenten aus jenen europäischen Ländern zu verbieten, in denen die Karikaturen erschienen waren.
Am 21. März ist die schwedische Außenministerin Laila Freivalds zurückgetreten, Pressemeldungen zufolge, weil sie sich für die Schließung einer rechtsextremen Website eingesetzt hatte, die die Mohammed-Karikaturen veröffentlicht und zur Einsendung weiterer Karikaturen aufgerufen hatte.
Der dänische Ministerpräsident Anders Fogh Rasmussen verteidigte in seiner Neujahrsansprache noch einmal die Haltung seiner Regierung: „Wir haben die Meinungsfreiheit geschützt, weil sie die kostbarste Freiheit ist, die wir haben.“
Der renommierte Friedensforscher Johan Galtung bezeichnete als das eigentliche Problem „nicht die Karikaturen, sondern das Nein der Dänen, einen Dialog zu beginnen“. Galtung hatte im Februar 2006 versucht, zwischen islamischen Geistlichen und der dänischen Regierung zu vermitteln. „Nachdem die Regierung zum Gespräch eingeladen hatte, hörten die Brandstiftungen gegen dänische Einrichtungen auf. Nur hatten die Medien kein Interesse, darüber zu berichten.“

### Reaktionen der westlichen Islamwissenschaft
Das Darstellungsverbot des Propheten Mohammed ist nicht direkt im Koran belegt und wurde erst später von muslimischen Rechtsgelehrten festgelegt. Dennoch existieren zahlreiche Abbildungen des Propheten. Nach Einschätzungen von Stephan Rosiny, Mitarbeiter des Instituts für Islamwissenschaft der Freien Universität Berlin, könne der sog. Gotteslästerungsparagraph nicht herangezogen werden. Da es im Koran in Sure 18:110 heißt: „Sag: Ich bin nur ein Mensch wie ihr“ und der Koran Mohammed damit nur als Mensch darstelle, sei es fraglich, inwiefern der Tatbestand der Blasphemie erfüllt sei. Rosiny mahnte, Muslime könnten in säkularen Gesellschaften nicht einfach davon ausgehen, dass sich Menschen anderen Glaubens ihren religiösen Vorstellungen unterordneten.
Die heftige Reaktion sieht Rosiny als Folge von zahlreichen demütigenden Ereignissen, von denen die Muslime glaubten, der Westen allein habe sie zu verantworten. Nach Ansicht Rosinys bleibt die Intensität der Proteste, ohne beispielsweise den Irakkrieg in die Betrachtung mit einzubeziehen, unverständlich.

### Reaktionen von Muslimen

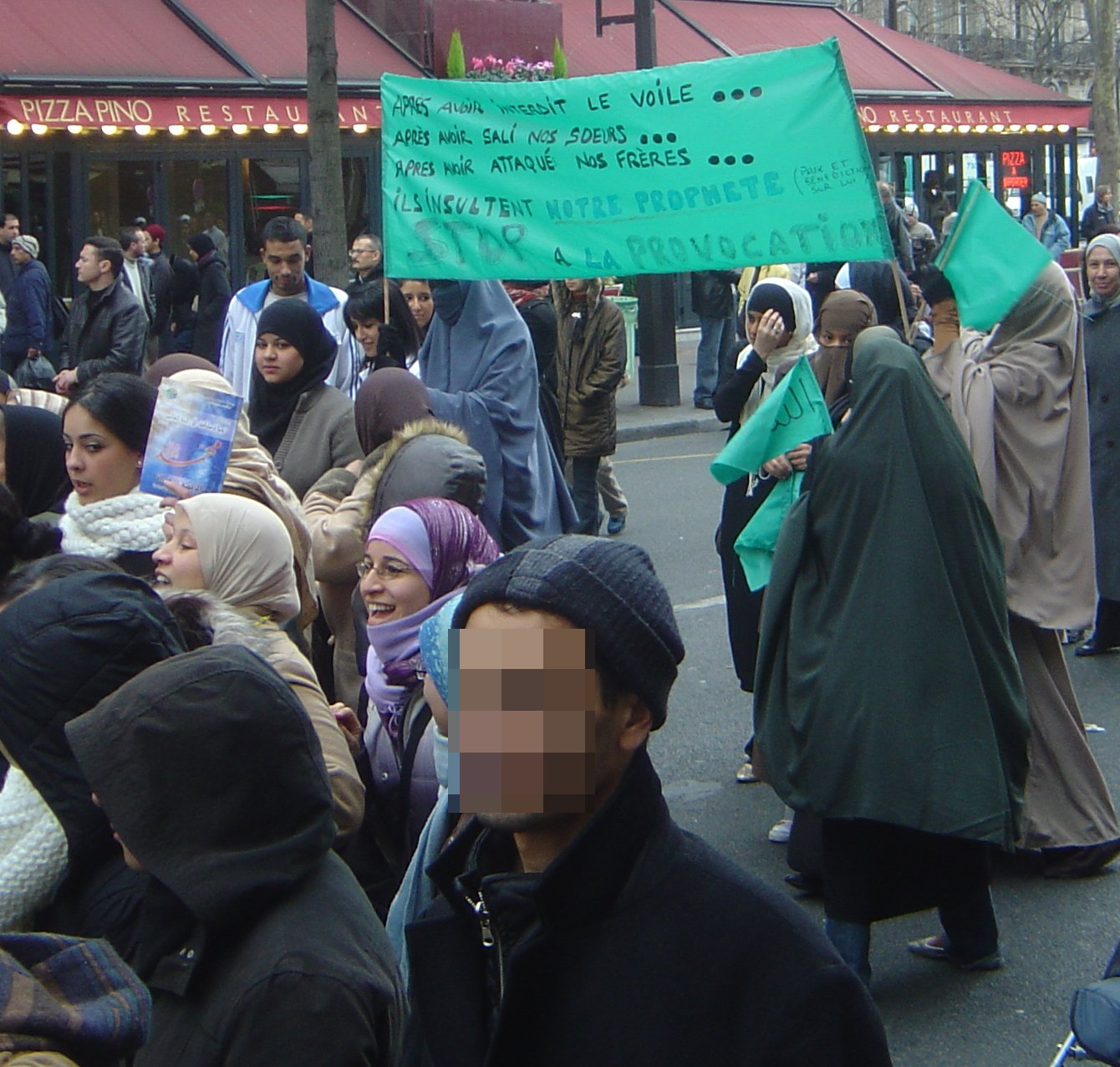
Öffentliche Proteste gegen die Karikaturen in Paris am 11. Februar 2006 (Weitere Mediadateien zu diesem Protest)

Der aus dem Libanon stammende Professor für Politik Gilbert Achcar an der Universität Paris VIII ist nicht erstaunt über den Ausbruch in den islamischen Ländern, aber über den unbedeutenden Anlass. Laut Achcar geht es nicht wirklich um die Karikaturen, sondern ist der Ausbruch auch eine Folge der seiner Meinung nach heuchlerischen Aufstellung der westlichen Welt in Bezug auf Demokratie und Menschenrechte im Nahen Osten.
Auch laut dem niederländischen Schriftsteller und Kolumnisten Mohammed Benzakour hat die Wut in den arabischen Ländern nur wenig mit den Karikaturen zu tun. Er sieht Gefühle von politischer Ohnmacht, Frustration und mangelndem Selbstvertrauen als Ursachen der Gewaltausbrüche. Er ist der Meinung, dass nur eine politische Analyse die Sache aufklären kann.

### Folgen für das Nahrungsmittelgewerbe
Am 16. Februar 2006 berichtete Al Jazeera, dass so genanntes „dänisches Plundergebäck“ im Iran nun als „Rosen von Mohammed“ (Persisch: gul-e-muhammadi) bezeichnet werden müsse. Das Gebäck wird innerhalb des Landes hergestellt. Der Iran hat den Import dänischer Produkte nach der Veröffentlichung der Karikaturen unterbunden.

## Weitere Entwicklung
Anfang Februar 2006 berichtete die dänische Zeitung Politiken, dass von Jylland-Posten kurze Zeit vor der Veröffentlichung der „Mohammed-Karikaturen“ andere Karikaturen, die Jesus Christus zeigten, abgelehnt wurden. Begründet wurde das damit, sie würden den Lesern der Zeitung wohl nicht gefallen und könnten „für einen Aufschrei sorgen“, was Jylland-Posten den Vorwurf der Doppelmoral eintrug. In einer Pressekonferenz widersprach der Herausgeber der Jyllands-Posten dieser Behauptung („it is a lie“). Eine Karikatur, die Jesus am Kreuz mit Dollarscheinen auf den Augen zeigte und von demselben Zeichner stammte wie das Bild von Mohammed mit einer Bombe im Turban, sei abgedruckt worden, ohne dass es Proteste gegeben habe.

### 2008
Am 12. Februar 2008 nahm die dänische Polizei drei Personen in Aarhus fest, die einen Mordanschlag auf Kurt Westergaard, einen der Zeichner der Karikaturen, geplant haben sollen. Nach Angaben der Zeitung Jyllands-Posten waren die Mordpläne relativ konkret; der Cartoonist sollte demzufolge in seinem eigenen Haus getötet werden. Offiziellen Angaben zufolge handelt es sich bei den Männern um einen Dänen marokkanischer Herkunft und um zwei Tunesier. Alle Parteien des Folketing verurteilten den Attentatsversuch als Angriff auf Demokratie und Meinungsfreiheit. Einen Tag nach Aufdeckung der Pläne veröffentlichten führende dänische Zeitungen erneut demonstrativ Westergaards umstrittene Karikatur, die Mohammed mit einer Bombe im Turban darstellt.
Am 2. Juni 2008 wurde ein Anschlag auf die dänische Botschaft in Islamabad, Pakistan, verübt, bei dem mindestens sechs Menschen ums Leben kamen. Die Terrororganisation al-Qaida bekannte sich zu dem Anschlag und gab als Motiv die dänischen Karikaturen an.

### 2009
Als der damalige dänische Ministerpräsident Anders Fogh Rasmussen 2009 als Kandidat für den Posten des NATO-Generalsekretärs ins Gespräch kam, wurden aus der muslimischen Welt mit Bezug auf den Karikaturenstreit Einwände laut. Das NATO-Mitglied Türkei sperrte sich lange Zeit gegen eine Nominierung Rasmussens, wobei hier möglicherweise auch früher geäußerte Bedenken Rasmussens gegen einen EU-Beitritt der Türkei eine Rolle spielten. Letztlich ließ sich die türkische Regierung dazu bewegen, Rasmussen zu akzeptieren.
Im August 2009 wurde die Entscheidung von Yale University Press, die Dokumentation der Yale-Professorin Jytte Klausen The Cartoons that Shook the World ohne Nachdruck der Mohammed-Karikaturen und weiterer, historischer Mohammed-Illustrationen zu veröffentlichen, als Selbstzensur kritisiert.

### 2010
Am 1. Januar 2010 drang ein Somalier in das Haus des Zeichners Kurt Westergaard ein. Mit einer Axt und einem Messer bewaffnet stürmte er das Haus und rief dabei die Wörter „Rache“ und „Blut“. Die herbeieilende Polizei konnte den Mann rechtzeitig aufhalten, so dass Westergaard nicht verletzt wurde. Dem 28-jährigen Somalier wurden Verbindungen zur somalischen Terrorgruppe al-Shabaab und zu ostafrikanischen al-Qaida-Führern nachgewiesen. Der Täter wurde zu einer Haftstrafe von zehn Jahren mit anschließender Ausweisung verurteilt.
Am 29. Dezember 2010 deckten der schwedische und dänische Geheimdienst gemeinsam einen islamistischen Anschlagsplan auf, der die Redaktionsräume der Politiken-Zeitung und der Jyllands-Posten zum Ziel hatte. Die mutmaßlichen Täter, die aus verschiedenen arabischen Ländern stammten, hatten geplant, das Pressezentrum des Kopenhagener Rathausplatzes mithilfe von Maschinenpistolen zu stürmen und ein Blutbad anzurichten. Bisher ist jedoch noch nicht geklärt, inwieweit es Verbindungen zu internationalen Terrornetzwerken gab.

### 2012
Am 5. Mai 2012 veranstaltete die Partei pro NRW kurz vor der Landtagswahl in Nordrhein-Westfalen 2012 in Bonn eine Demonstration. 30 demonstrierende Anhänger von pro NRW zeigten unter anderen Wahlplakate der Partei mit der Aufschrift bzw. Forderung „Minarettverbot auch für NRW“. Diesen Demonstranten standen nach Polizeiangaben 500 bis 600 salafistische Gegendemonstranten gegenüber. Einige Pro-NRW-Anhänger zeigten der Gegenseite islamkritische Karikaturen.
Es kam zu schweren Ausschreitungen islamistischer Gewalttäter. Dabei wurden 29 Polizeibeamte verletzt; 109 mutmaßliche Gewalttäter wurden festgenommen. Die Polizei hatte bei ihnen Messer, Schlagwerkzeuge und eine Schleuder („Zwille“) mit Stahlkugeln sichergestellt. Gegen einen 25-jährigen Islamisten wurde Haftbefehl wegen dreifachen versuchten Mordes erlassen. Er hatte drei Polizisten mit Messerstichen verletzt, zwei davon schwer.
In der Auswertung bezeichnete Bundesinnenminister Hans-Peter Friedrich die beteiligten Salafisten als „Ideologen, die unsere freiheitlich-demokratische Grundordnung gefährden“ und kündigte die Prüfung von Verboten salafistischer Vereine in Deutschland an. Der Zentralrat der Muslime in Deutschland verurteilte die Gewalt der islamistischen Demonstranten. Die Generalsekretärin des Zentralrats Nurhan Soykan erklärte: „Wir distanzieren uns ausdrücklich von gewaltbereiten Muslimen, die zur Selbstjustiz anstacheln und die Polizei angreifen.“

### 2013
Am 5. Februar 2013 wurde der dänische Islamkritiker Lars Hedegaard das Ziel eines Anschlagversuchs. Ein als Postbote verkleideter Attentäter (der flüchten konnte) schoss einmal auf den Siebzigjährigen, verfehlte ihn aber.

### 2015
Am 7. Januar 2015 stürmten mehrere bewaffnete Islamisten die Redaktionsräume von Charlie Hebdo und eröffneten unter Ausrufen wie „Allah ist groß“ und „wir haben den Propheten gerächt“ das Feuer. Bei dem Anschlag wurden zwölf Menschen getötet, darunter vier Zeichner des Magazins. Der zu den Ermordeten gehörende Journalist Stéphane Charbonnier hatte zwei Tage zuvor ein Manuskript fertiggestellt, das posthum als Buch Lettre aux escrocs de l’islamophobie qui font le jeu des racistes („Brief an die Vortäuscher der Islamophobie, die das Spiel der Rassisten betreiben“; deutsche Übersetzung: Brief an die Heuchler: Und wie sie den Rassisten in die Hände spielen) veröffentlicht wurde. Darin verwies er auf die Interpretation der Karikatur aus Jyllands-Posten, die Mohammed mit einer Bombe auf dem Kopf zeigt, als Anprangerung der „Instrumentalisierung der Religion durch Terroristen“.

### 2020
Am 2. September 2020, zu Beginn der Gerichtsverhandlungen gegen mutmaßliche Mittäter des Anschlags auf Charlie Hebdo, veröffentlichte die Satirezeitschrift in einem Sonderheft erneut die Mohammed-Karikaturen.
Bei einem Anschlag in Conflans-Sainte-Honorine wurde am 16. Oktober 2020 der 47-jährige Geschichtslehrer Samuel Paty von einem 18-Jährigen mit russisch-tschetschenischen Wurzeln auf offener Straße mit einem Messer enthauptet. Der Lehrer hatte in seinem Geschichtsunterricht die Mohammed-Karikaturen gezeigt und behandelt.
Nachdem der französische Präsident Emmanuel Macron bei der Beerdigung von Samuel Paty die Veröffentlichung von Mohammed-Karikaturen mit Blick auf die Meinungsfreiheit verteidigt und strengere Kontrollen von Moscheen und anderen muslimischen Einrichtungen angekündigt hatte, führte dies zu zahlreichen Reaktionen: Die Staatsführungen von Saudi-Arabien, Iran, Pakistan, Ägypten und der Türkei gaben ihren Protest zu Protokoll. In Pakistan organisierte die dschihadistische Partei Tehreek-e-Labbaik eine Demonstration. In der Hauptstadt von Bangladesch organisierte die islamische Partei Islami Andolan Proteste mit – laut Polizeiangaben – 50.000 Teilnehmern. In Jordanien, Kuwait und Katar nahmen Händler französische Waren aus ihren Geschäften. Der türkische Präsident Recep Erdoğan rief zu einem Boykott französischer Waren auf, bezeichnete die europäischen Staats- und Regierungschefs als Faschisten und behauptete, Muslime in Europa seien einer Lynchkampagne ausgesetzt, die mit der Verfolgung der Juden vor dem Zweiten Weltkrieg vergleichbar sei. In Frankreich wurden Dutzende Internetseiten von Rentnervereinigungen, Unternehmen und kleineren Orten durch Hackerangriffe mit islamistischer Propaganda überzogen. Wenige Tage später, am 29. Oktober, starben bei einem Anschlag in Nizza mehrere Personen nach Messerangriffen, wobei der Tatverdächtige laut Aussage des Bürgermeisters „Allāhu akbar“ rief. Darauf folgte wenige Tage später ein Terroranschlag in Wien mit islamistischen Hintergrund.

### 2021
In Großbritannien hat die Verwendung von Karikaturen des islamischen Propheten Mohammed im Religionsunterricht in einem Gymnasium in Batley in der Grafschaft Yorkshire zu einer Debatte geführt. Der Lehrer, der die Zeichnungen gezeigt hatte, war nach Protesten beurlaubt worden.